# 2020년 하계 올림픽 부탄 선수단
2020년 하계 올림픽 부탄 선수단은 2021년 7월 23일부터 8월 8일까지 일본 도쿄에서 열린 2020년 하계 올림픽에 참가한 올림픽 부탄 선수단이다.
부탄은 2020년 도쿄 하계 올림픽에 출전했다. 원래 2020년 7월 24일부터 8월 9일까지 열릴 예정이었던 올림픽은 코로나19 범유행으로 인해 2021년 7월 23일부터 8월 8일로 연기되었다. 이는 부탄이 하계 올림픽에 10회 연속 출전하는 것이다. 양궁 경기에서 카르마가 패배한 후 부탄의 캠페인은 2021년 7월 28일에 종료되었다.

## 출전 선수
| 종목 | 남자 | 여자 | 전체 |
| ---- | ---- | ---- | ---- |
| 양궁 | 0    | 1    | 1    |
| 유도 | 1    | 0    | 1    |
| 사격 | 0    | 1    | 1    |
| 수영 | 1    | 0    | 1    |
| 전체 | 2    | 2    | 4    |

## 같이 보기
- 올림픽 부탄 선수단